# Charente-Maritime
Charente-Maritime (till 1941 Charente-Inférieure) är ett franskt departement i regionen Nouvelle-Aquitaine. I den tidigare regionindelningen som gällde fram till 2015 tillhörde Charente-Maritime regionen Poitou-Charentes. Departementet är bildat av den gamla provinsen Aunis, större delen av den gamla provinsen Saintonge och en liten del av provinsen Poitou. Det begränsas av Atlanten samt av departementen Vendée, Deux-Sèvres, Charente, Dordogne och Gironde.

## Geografi

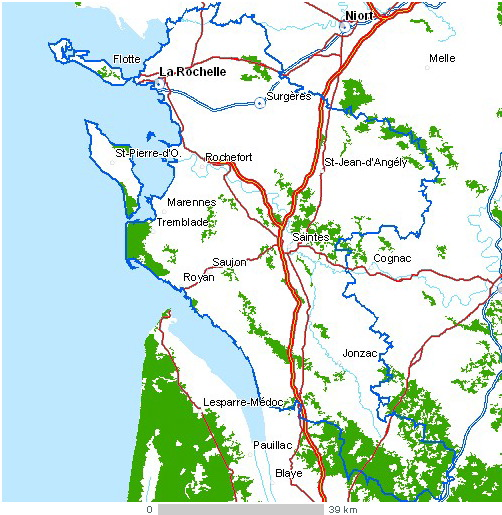
Karta över det franska departementet Charente-Maritime.

Arealen, inberäknat de utanför kusten liggande öarna Ré, Oléron, Aix med flera är 6 864 km². 
Kusterna är låga och är skyddade mot havets påverkan av vallar och hyser många och stora saltträsk som lämnar ett utmärkt salt. Som på många ställen i världen blir dock efterfrågan på odlingsbar mark bara större, så flertalet av saltträsken har dikats ut och förvandlats till åker. 
Inte bara kusterna är låga, utan hela departementet är låglänt och flackt. Dess högsta punkt vid le Bois de Chantemerlière ligger 173 meter över havet vid gränsen av departementet Deux-Sèvres i norröst.
Den största floden är Charente som rinner mitt i departementet. Charentes bifloden - i departementet - är Boutonne och Seugne.
Vid gränsen i söder finns Girondeestuariet och vid gränsen i norr floden Sèvre niortaise. 
Mellan floden Charente och Girondeestuariet flyter Seudre.
Beläget i regionen Nouvelle-Aquitaine, departementet indelas i fem arrondissement. Huvudorten är La Rochelle och sous préfectures är Jonzac, Rochefort, Saint-Jean-d'Angély och Saintes.

## Näringar
Industriverksamheten är livlig. Brännvin, likör och vin är viktiga exportvaror för regionen. I närheten av Marennes kommer ostronet Marennes-Oléron, ett ostron i världsklass och i regionen produceras hälften av Frankrikes totala ostronproduktion. Av konfektionsindustri kan nämnas ylle- och bomullsfabriker. Här tillverkas glas- och lergodsvaror. Handeln befrämjas av tillgången på segelbara floder och kanaler samt goda hamnar, bland annat i Rochefort och i La Rochelle.
Det finns också industriella företag från Sverige som Ålö i Matha eller från Finland som Wärtsiläkoncernen i Surgères, UPM Kymmene i Aigrefeuille-d'Aunis och La Rochelle. Ytterligare, hamnstäder som Marans, Rochefort och La Rochelle importerade träd från Sverige från 1850-talet. I dag importerar hamnarna i La Rochelle och Rochefort trä framför allt från Sverige och Finland. La Rochelle är den ledande hamnen i Frankrike för importer av trä från Norden och också från Afrika.
I slutet av 1990-talet hade bara i hamnen i Marans maritim trafik.

## Ett stort turistdepartement i Frankrike
Sedan trettio år är turismen det viktigare näringslivet i Charente-Maritime tack vare Atlantkusten och öarna (Ré, Oléron och Île-d'Aix) och historiska städer som La Rochelle, Rochefort och Saintes. Det finns fina badorter som Royan och dess vackra kust, Châtelaillon-Plage och Fouras.
Det finns också tre kurorter i "kontinenten" av Charente-Maritime som ligger i Rochefort med 12 000 patienter varje år, i Jonzac med 10 000 patienter varje år och i Saujon med ungefär 2 200 patienter.
I departementet Charente-Maritime finns det också ett viktigt kulturliv med många museum (70), bibliotek, opera och historiska monument med fästningar, slott, kyrkor, tempel och gamla städer.

## Bilder från departementet Charente-Maritime

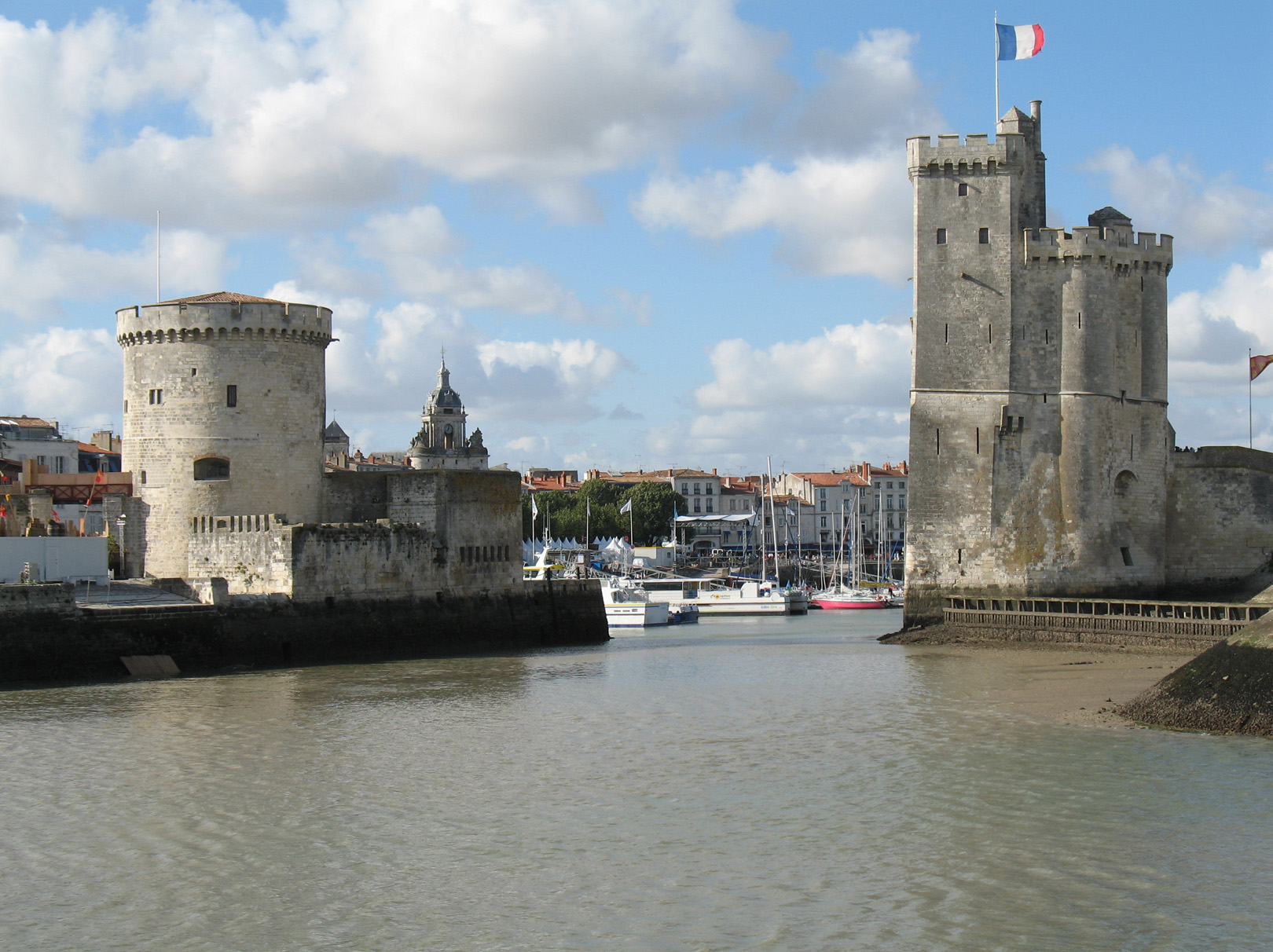
La Rochelle och den gamla hamnen
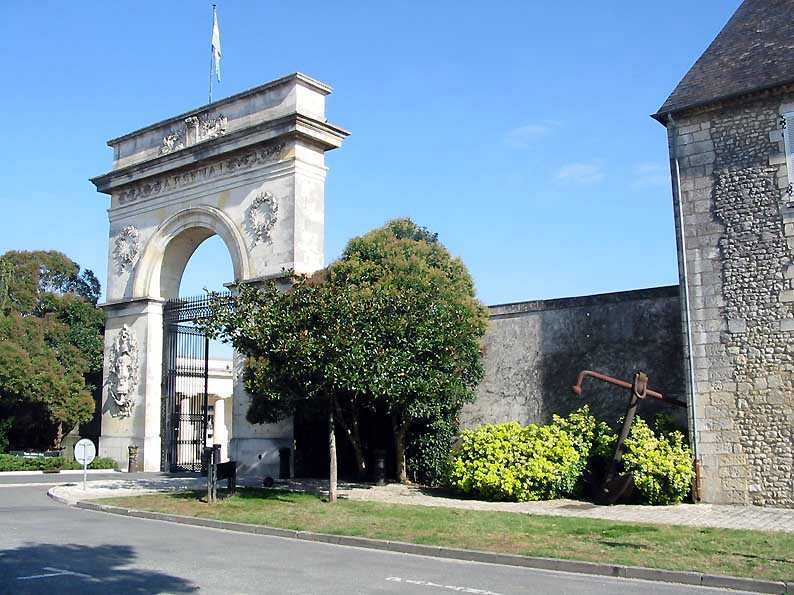
Rochefort
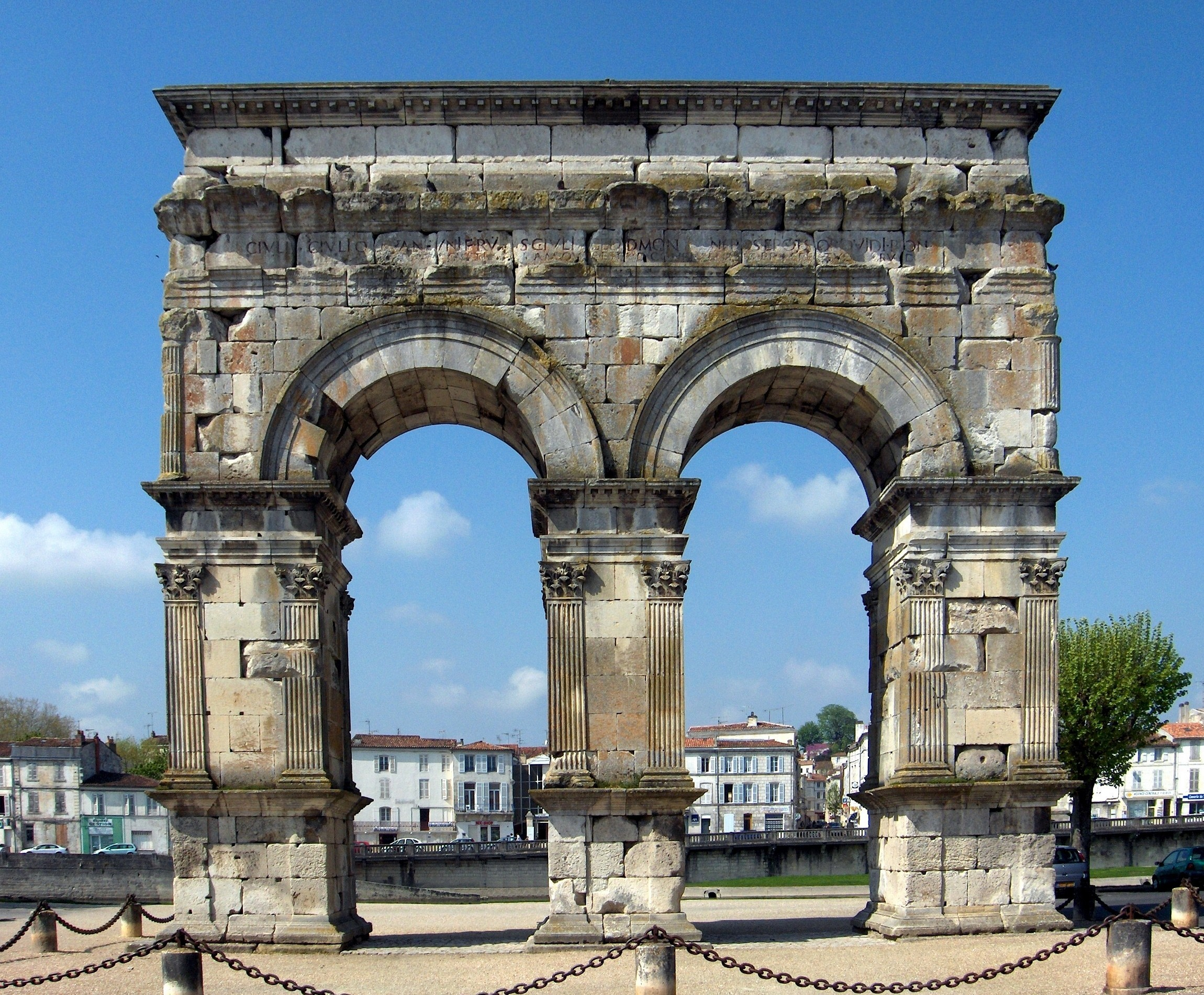
Saintes
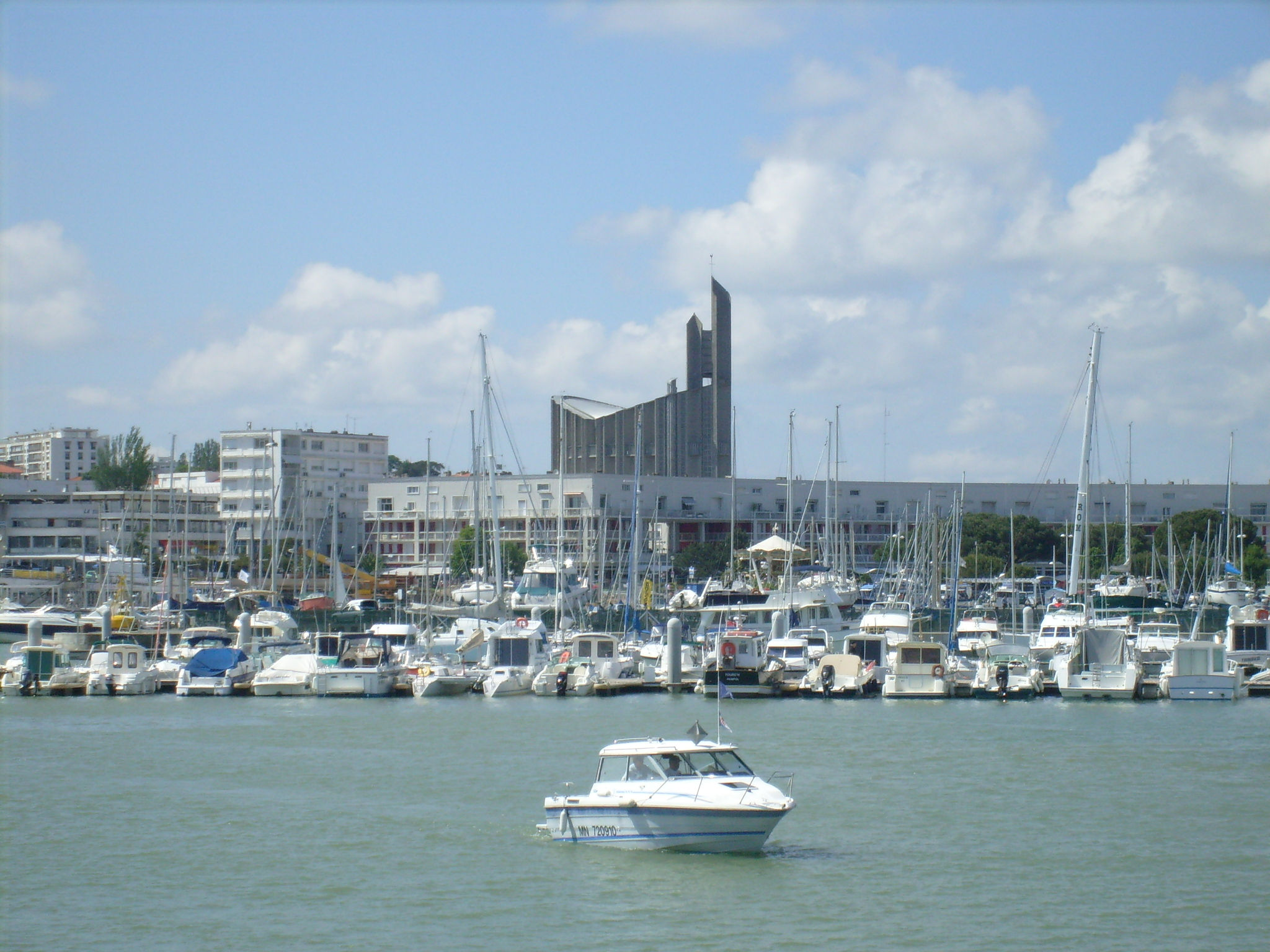
Royan
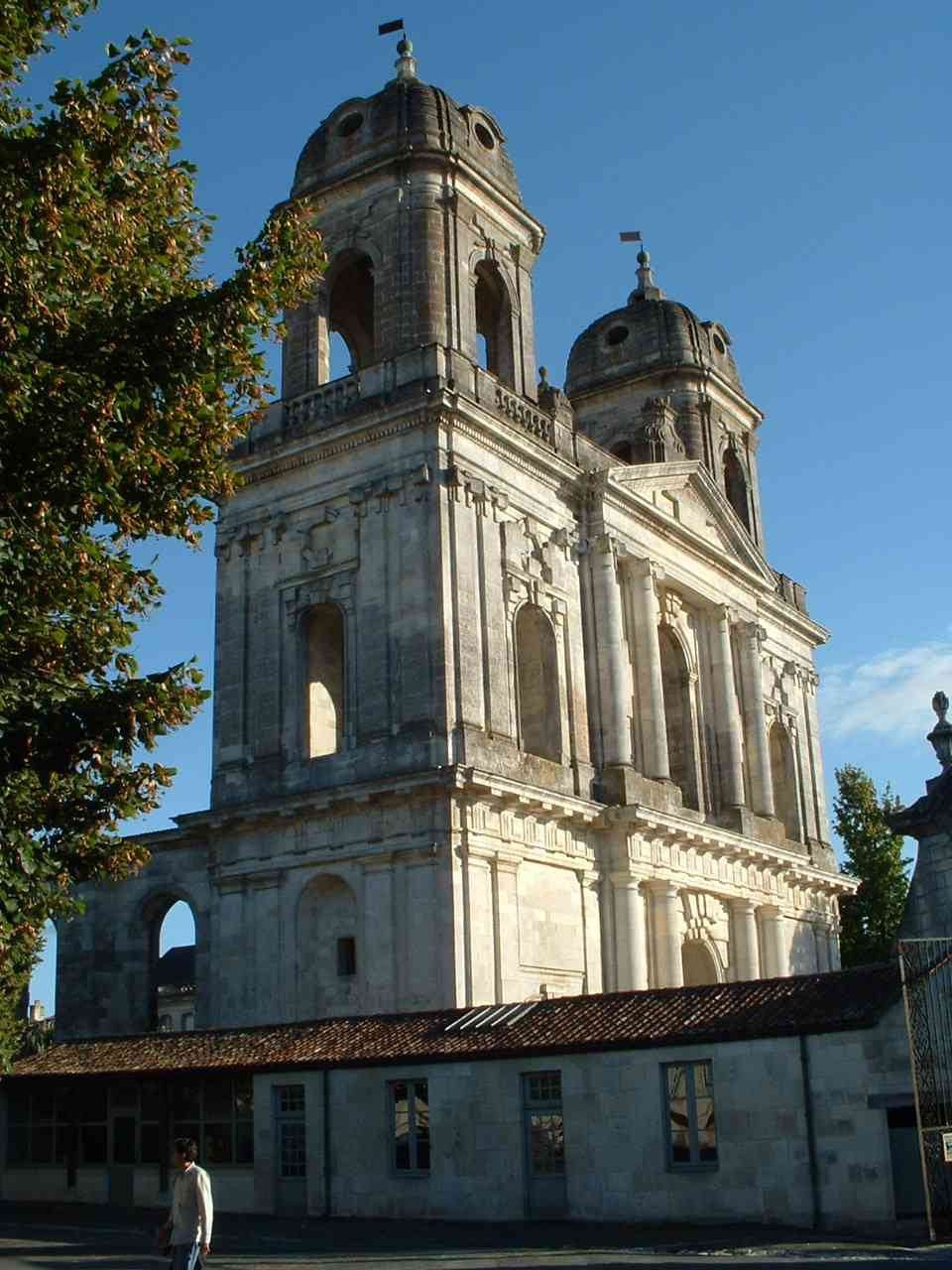
Saint-Jean-d'Angély
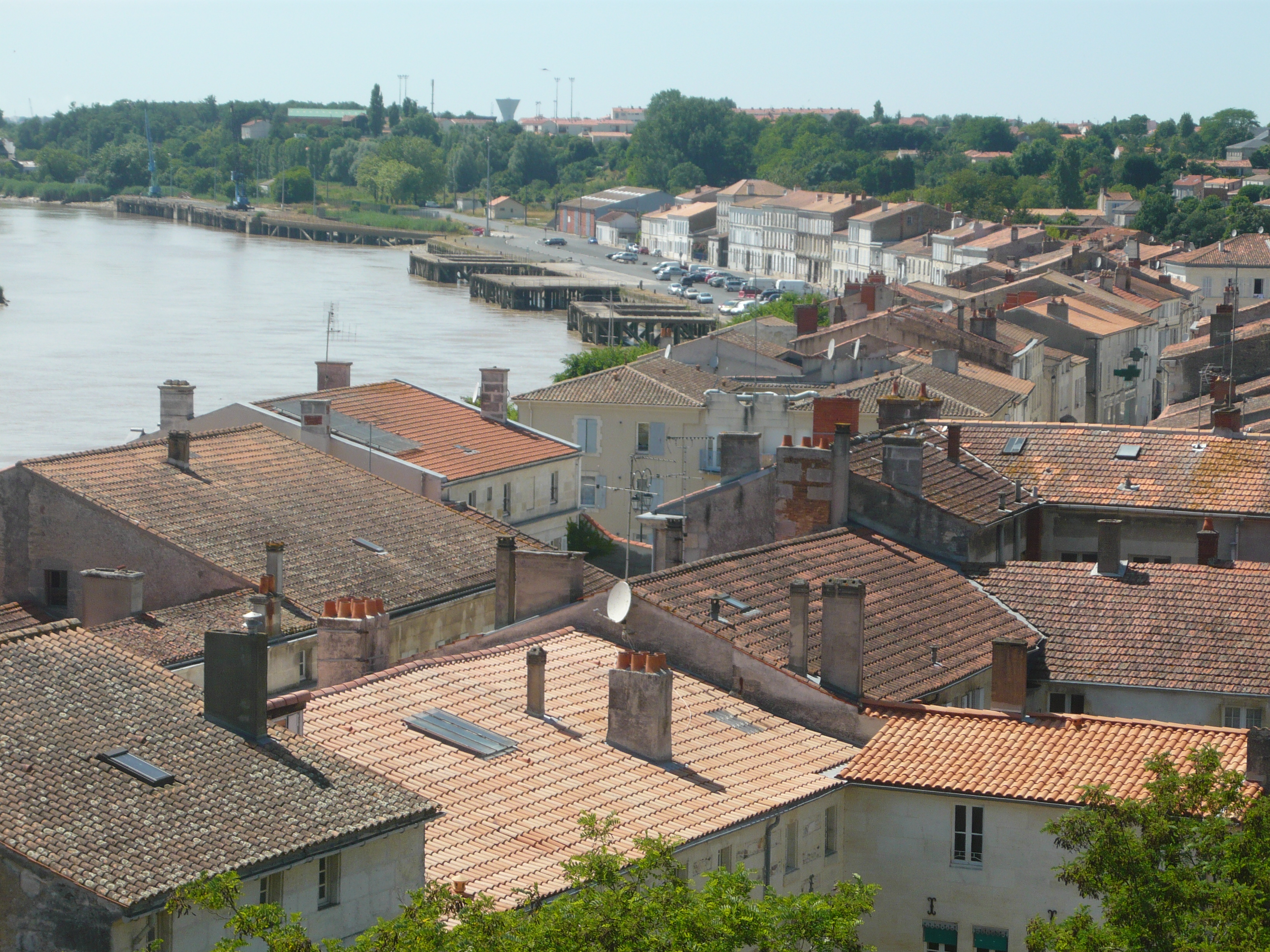
Tonnay-Charente
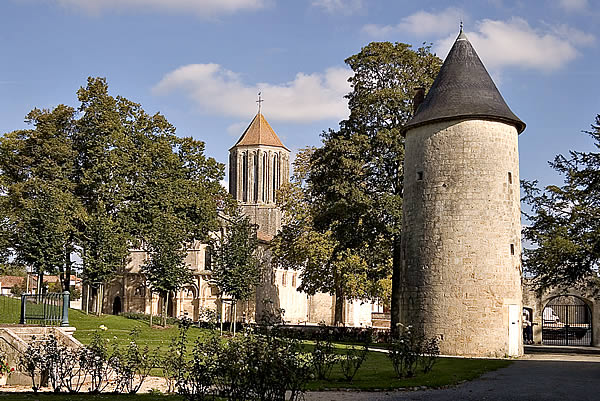
Surgères
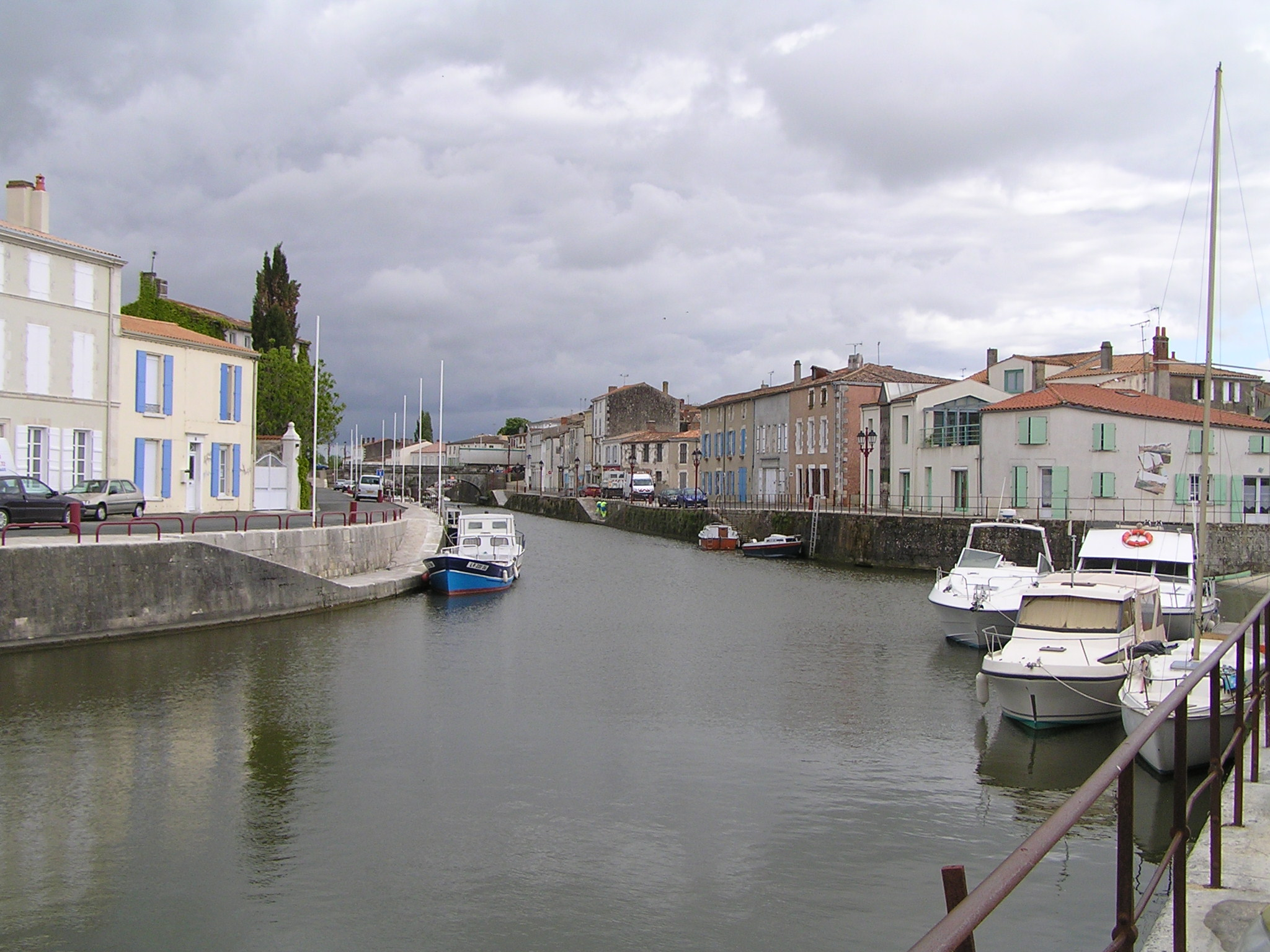
Marans
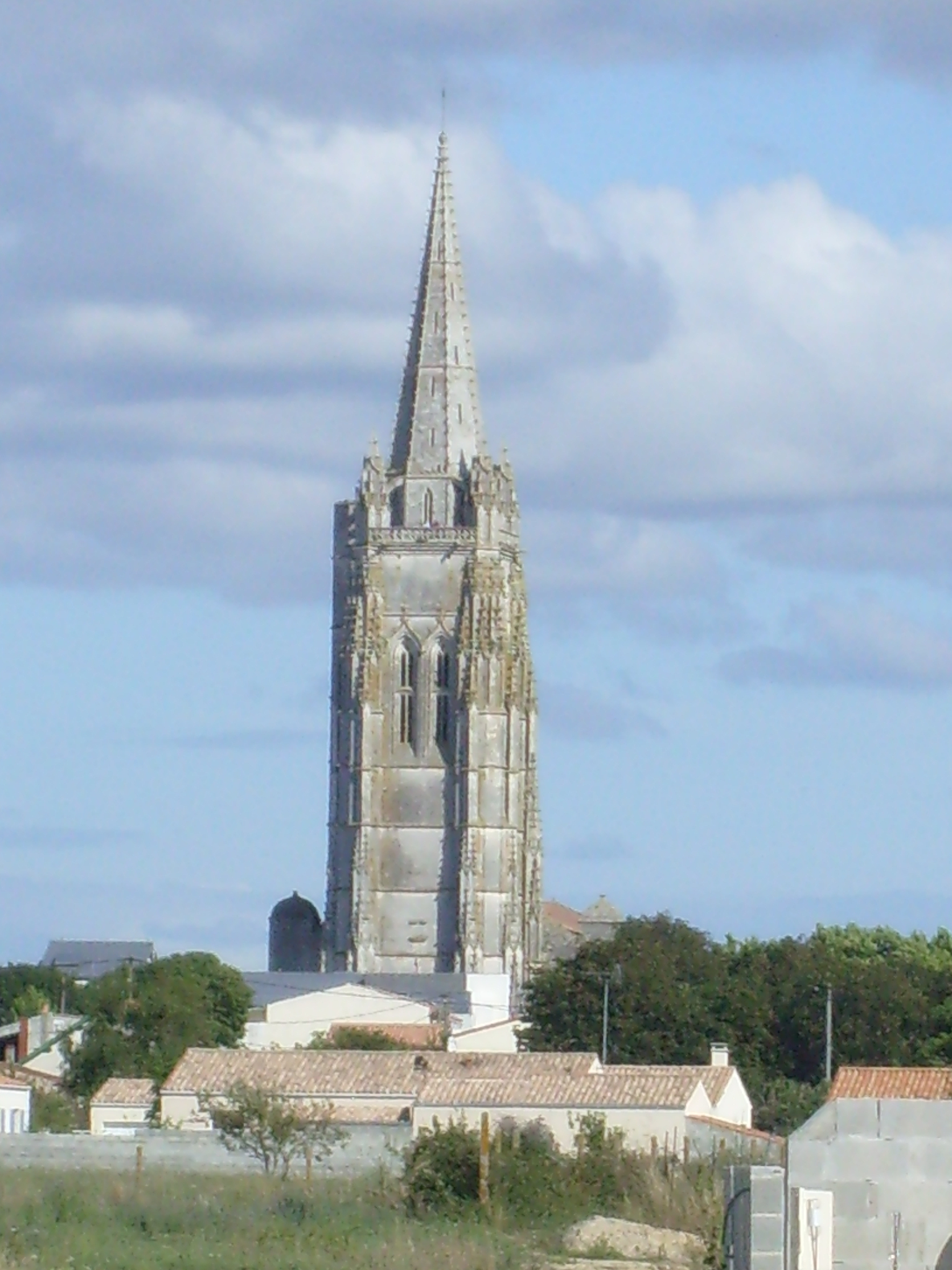
Marennes
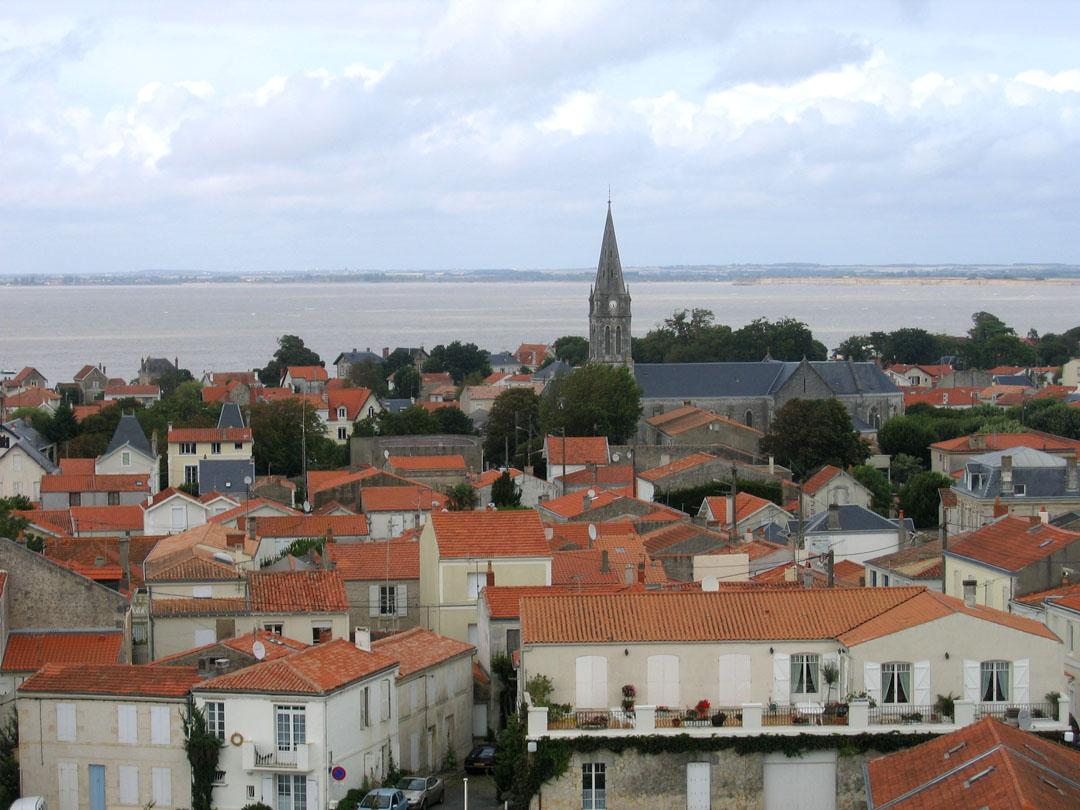
Fouras
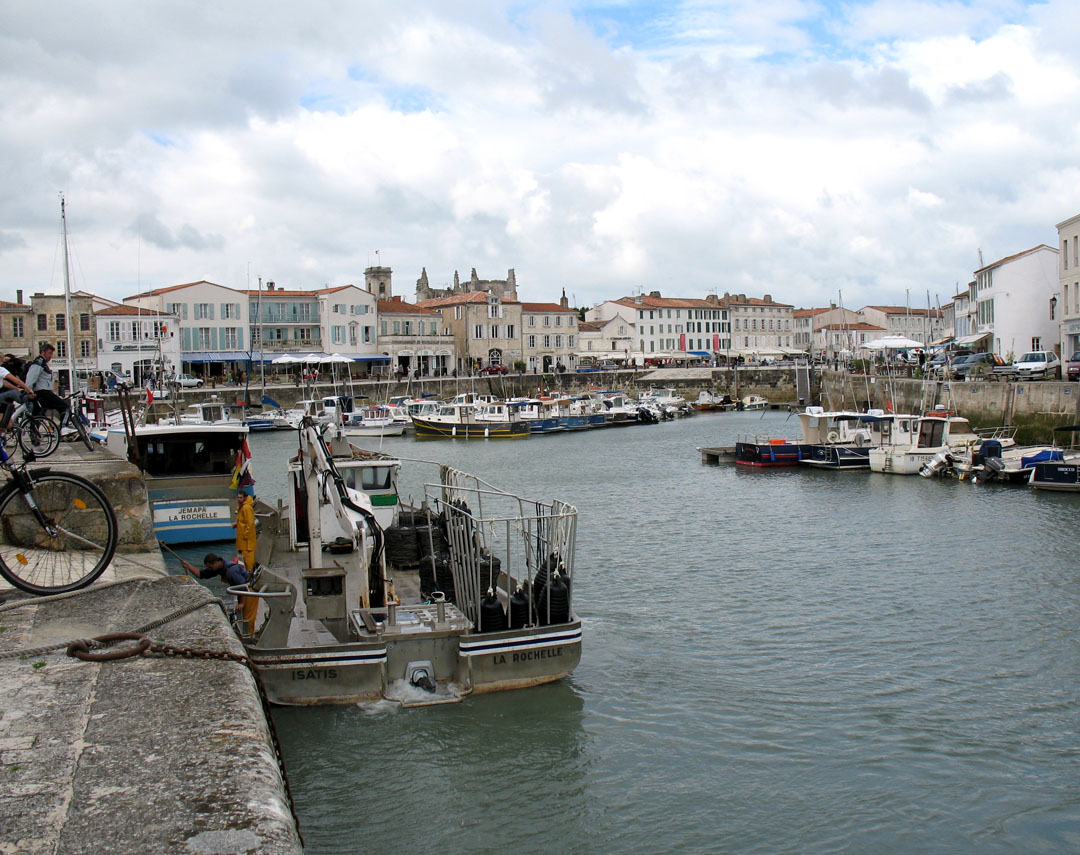
Saint-Martin-de-Ré och l'île de Ré
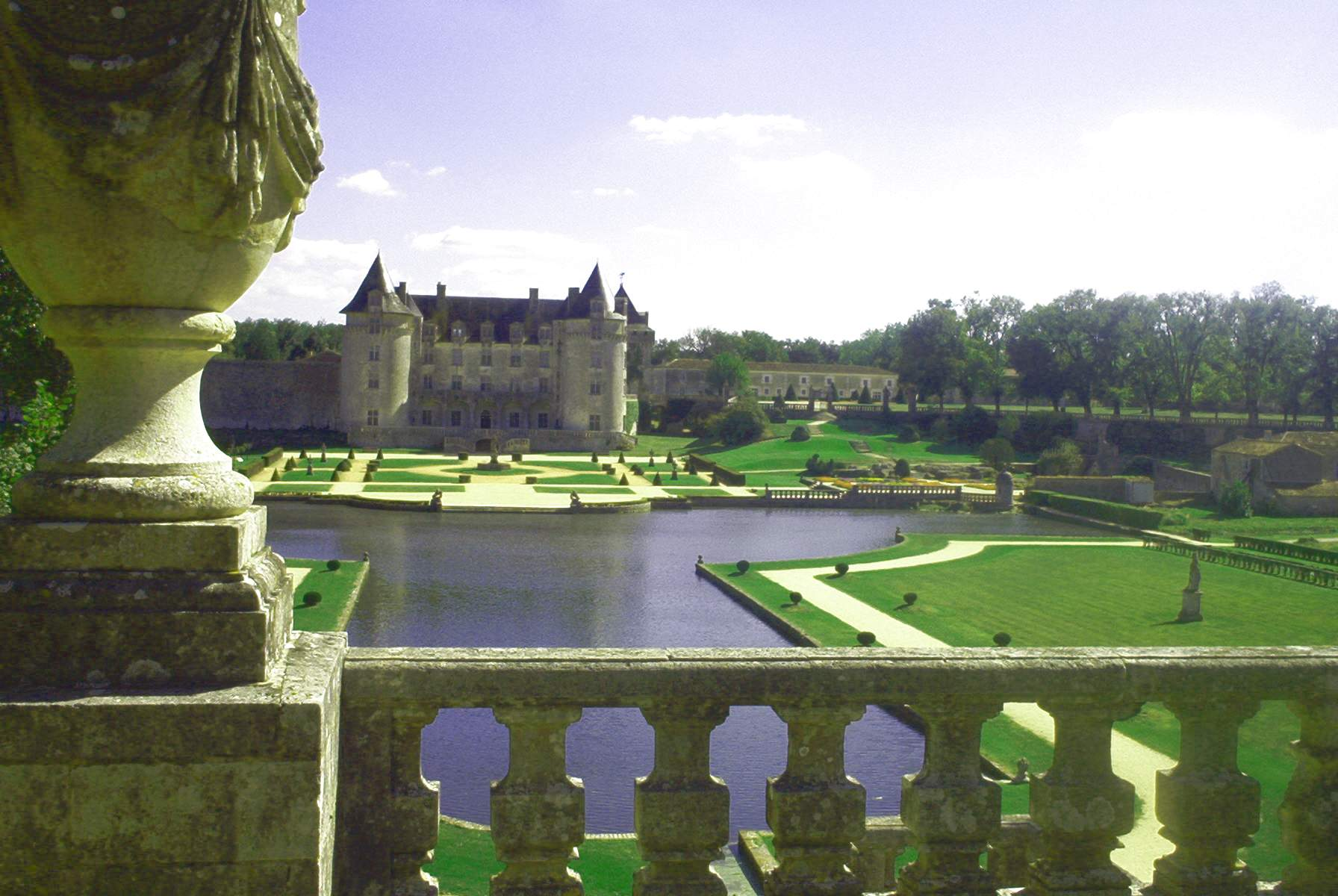
Le Château de la Rochecourbon.